# Kaşıkcı, Niksar
Kaşıkcı là một xã thuộc huyện Niksar, tỉnh Tokat, Thổ Nhĩ Kỳ. Dân số thời điểm năm 2011 là 68 người.